# Maximilian Perty

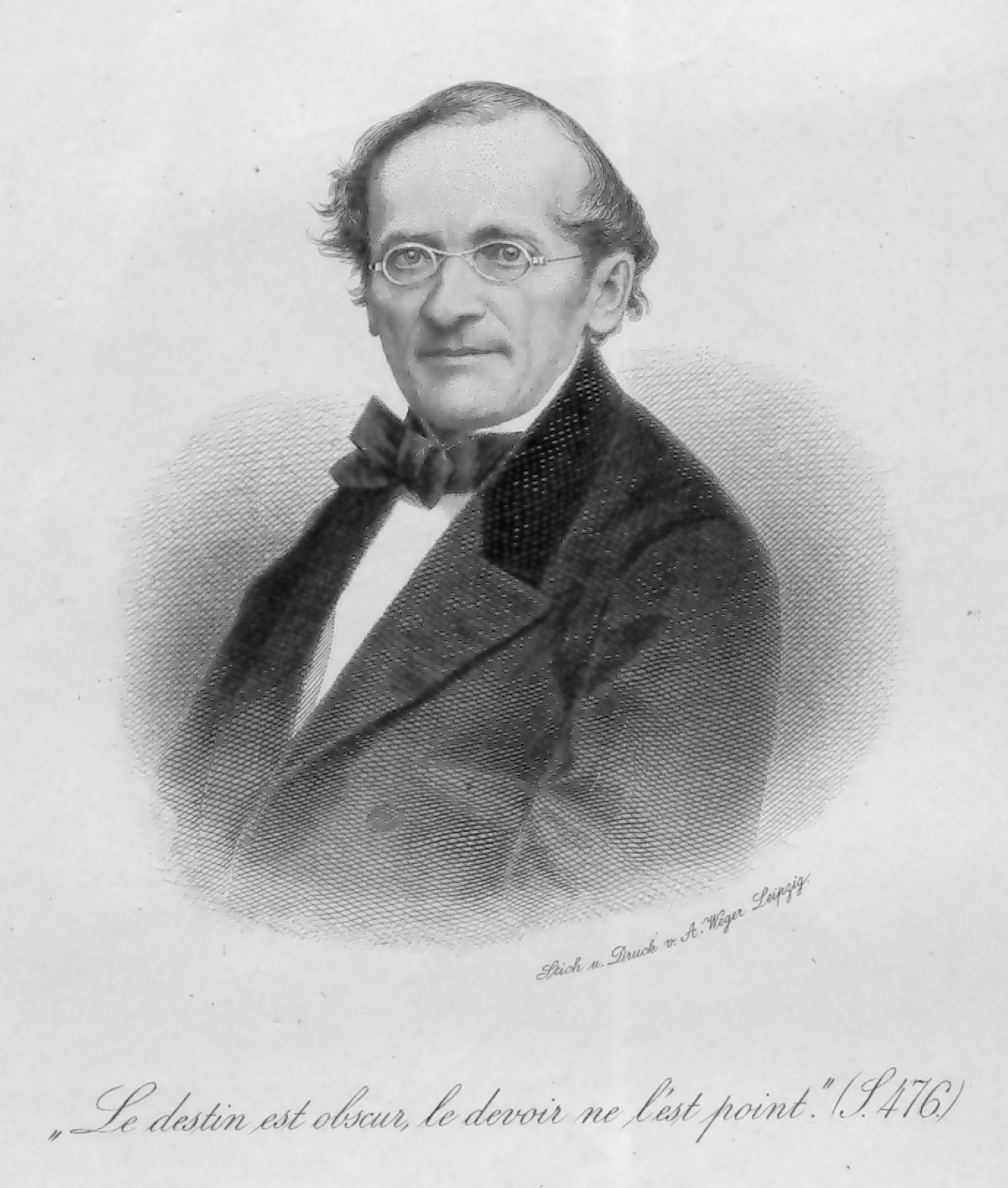
Max Perty

Josef Anton Maximilian Perty (* 17. September 1804 in Ornbau, Königreich Bayern; † 8. August 1884 in Bern, Schweiz) war ein bayrischer, deutscher Entomologe und Naturphilosoph an der Universität Bern.

## Leben
Perty zog schon als Kind (1807) nach München. Er besuchte in sowohl in München als auch Tölz das Gymnasium. Zum Studium der Naturwissenschaften und der Medizin zog er nach Landshut. 1824 wurde er Mitglied des Corps Isaria. 1826 promovierte er an der Universität Landshut zum Dr. med. Er wollte jedoch nicht praktischer Arzt, sondern Naturwissenschaftler werden.
Als die Universität 1827 von Landshut nach München verlegt wurde, arbeitete er bei dem Konservator und Naturphilosophen Gotthilf Heinrich von Schubert in der zoologisch-zootomischen Sammlung der Bayerischen Akademie der Wissenschaften, der späteren Zoologischen Staatssammlung München. Er bearbeitete die Insekten, die Johann Baptist von Spix (1781–1826) auf einer gemeinsamen  Reise mit Carl Friedrich Philipp von Martius zwischen 1817 und 1820 in Brasilien gesammelt hatte. Dabei beschrieb Perty 622 Insektenarten, darunter 308 Käferarten. Er arbeitete anfangs ohne, später mit geringer Bezahlung, aber ohne feste Anstellung. Perty wurde zwar von Martius unterstützt, erhielt dennoch nicht die von ihm ersehnte Anstellung in der Akademie. Er gab aber Vorlesungen für junge Zoologen. Nachdem er 1831 habilitierte, konnte er als Privatdozent Vorlesungen halten. Ende 1833 zog er nach Bern, wo er 1834 o. Professor der neu gegründeten Universität Bern wurde. Perty publizierte unter anderem über Rädertiere (Rotatoria), Infusorien, Käfer (Coleoptera) und Bienen.

## Ehrungen
- Mitglied der Deutschen Akademie der Naturforscher Leopoldina (1860)[2]
- Auswärtiges Mitglied der Bayerischen Akademie der Wissenschaften (1861)

## Schriften
- Delectus Animalium Articulatorum quae in itinere per Brasiliam Annis MDCCCXVII – MDCCCXX Iussu et Auspiciis Maximiliani Josephi I. Bavariae Regis Augustissimi, percato collegerunt Dr J. B. de Spix et Dr. C. F. Ph. de Martius. 1830–1834 (Digitalisat).
- Observationes nonnulae in Coleoptera Indiae orientalis. München 1831 (Habilitationsschrift).
- Ueber die höhere Bedeutung der Naturwissenschaften und ihren Standpunkt in unserer Zeit. Eine akademische Eröffnungsrede. Bern 1835 (Digitalisat).
- Allgemeine Naturgeschichte als philosophische und Humanitätswissenschaft. 1837–1846 (Digitalisate: 1. Band 1837, 2. Band 1838, 3. Band 1843, 4. Band 1846).
- Zur Kenntniss kleinster Lebensformen. 1852 (Digitalisat).
- Grundzüge der Ethnographie. Leipzig und Heidelberg 1859 (Digitalisat).
- Die mystischen Erscheinungen der menschlichen Natur. Leipzig und Heidelberg 1861 (Digitalisat), 2. Auflage 1872 (2 Bände).
- Die Realität magischer Kräfte und Wirkungen des Menschen gegen die Widersacher vertheidigt. Ein Supplement zu des Verfassers „Mystischen Erscheinungen der menschlichen Natur“. 1863 (Digitalisat).
- Über das Seelenleben der Tiere. Leipzig und Heidelberg 1865 (Digitalisat), 2. Auflage 1876.
- Die Natur im Licht philosophischer Anschauung. Leipzig und Heidelberg 1869.
- Blicke in das verborgene Leben des Menschengeistes. Leipzig und Heidelberg 1869 (Digitalisat).
- Die Anthropologie als die Wissenschaft von dem körperlichen und geistigen Wesen des Menschen Leipzig und Heidelberg 1874 (Digitalisat).
- Der jetzige Spiritualismus und verwandte Erfahrungen der Vergangenheit und Gegenwart. Ein Supplement zu des Verfassers „Mystischen Erscheinungen der menschlichen Natur“. 1877 (Digitalisat).
- Erinnerungen aus dem Leben eines Natur- und Seelenforschers des 19. Jahrhunderts. Leipzig und Heidelberg 1879.